# Predicatieve bepaling
Een predicatieve bepaling, ook wel dubbelverbonden bepaling, Bepaling van gesteldheid, predicatief of praedicativum (Latijn) genoemd, is een term uit de (voornamelijk Latijnse) grammatica. De benaming 'dubbelverbonden' slaat op het feit dat de bepaling dan zowel met het werkwoord als met een naamwoord verbonden is. Het is dus in zekere zin zowel een bijvoeglijke als een bijwoordelijke bepaling: het 'zegt iets' over zowel werkwoord als naamwoord.

## Latijn
Elk woord dat bijvoeglijk (als attribuut) kan functioneren, kan in het Latijn ook als predicatieve bepaling functioneren: bijvoeglijk naamwoord, bezittelijk voornaamwoord, rangtelwoord, participium en gerundivum. Alleen aanwijzende voornaamwoorden niet. Ook een zelfstandig naamwoord kan als predicatieve bepaling gebruikt worden: als bijstelling kan het nooit bijvoeglijk gebruikt zijn, altijd predicatief. Bij de eerste categorie gaat het er om hoe je een zin vertaalt:
1. gewoon bijvoeglijk (attributief)
2. predicatief (als extra bijstelling).

Voorbeeld: Puer primus adveniebat.
Dit kun je vertalen als De eerste jongen kwam aan. Zo heb je de zin bijvoeglijk vertaald.
Maar je kunt het ook nog op een andere manier vertalen, namelijk De jongen kwam als eerste aan. Dat heet een predicatieve vertaling.
Een bijvoeglijke bepaling is dus net als een bijvoeglijk naamwoord attributief, als ze alleen een nomen bepaalt. Bijvoorbeeld:
- Nox tacens = de zwijgende nacht.
- de zingende non
- de lachende derde.

Een bepaling is predicatief, als ze congrueert met een nomen en tevens het predicaat bepaalt. Bijvoorbeeld:
- Hoc tacens praeterire dux non potest = Hier kan de leider niet zwijgend aan voorbijgaan

### Bijvoeglijk of predicatief?
De standaardvertaling is bijvoeglijk. Wanneer dit echt problemen geeft kun je er ook altijd voor kiezen predicatief te vertalen. Vaak maakt de context het wel duidelijk. Als je het voorbeeld gebruikt zou er bijvoorbeeld in de context staan:
De eerste jongen kwam aan. Daarna kwam de tweede aan.
Dan heb je het bijvoeglijk vertaald.
Staat er nu in de context:
De jongen kwam als eerste aan. Daarna kwam het meisje aan.
Dan is het predicatief vertaald.

## Nederlands
In het Nederlands komt de dubbelverbonden bepaling ook voor. Bijvoorbeeld in de zin:
Hij kookte het eten gaar.
Het woord gaar is zowel een complement van het werkwoord koken als van het zelfstandig naamwoord eten, en daarmee ook een dubbelverbonden bepaling.
algemene Latijnse vervoegingen en verbuigingen · accusativus cum infinitivo (AcI) · accusativus cum participio (AcP) · nominativus cum infinitivo (NcI) · participium praesentis activi (PPA) · perfectum · imperfectum · plusquamperfectum · futurum · futurum exactum · subjects- en objectsaccusativus · reflexief persoonlijk voornaamwoord · predicatieve bepaling · adverbium · participium perfecti passivi (PPP) · passivum · activum · gerundium · gerundivum · praesens · praesens historicum · comparativus · superlativus · supinum · participium · declinatie · ablativus absolutus · dativus possessivus